# Tabuleiro (microregio)
Tabuleiro is een van de 20 microregio's van de Braziliaanse deelstaat Santa Catarina. Zij ligt in de mesoregio Grande Florianópolis en grenst aan de microregio's Florianópolis, Tijucas, Ituporanga, Campos de Lages en Tubarão. De microregio heeft een oppervlakte van ca. 2.383 km². In 2006 werd het inwoneraantal geschat op 22.239.
Vijf gemeenten behoren tot deze microregio:
- Águas Mornas
- Alfredo Wagner
- Anitápolis
- Rancho Queimado
- São Bonifácio

Mesoregio's: Grande Florianópolis · Norte Catarinense · Oeste Catarinense · Serrana · Sul Catarinense · Vale do Itajaí

Microregio's: Araranguá · Blumenau · Campos de Lages · Canoinhas · Chapecó · Concórdia · Criciúma · Curitibanos · Florianópolis · Itajaí · Ituporanga · Joaçaba · Joinville · Rio do Sul · São Bento do Sul · São Miguel do Oeste · Tabuleiro · Tijucas · Tubarão · Xanxerê